# Joseph Morgan
Joseph Martin Morgan (ur. 16 maja 1981 w Londynie) – brytyjski aktor.

## Życiorys
Dzieciństwo spędził w Swansea w Walii, gdzie uczęszczał do Morriston Comprehensive School. Studiował w Central School of Speech and Drama w Londynie.
Pierwszym filmem, w którym zagrał była Eroica (2003). Następnie kontynuował karierę w filmach i serialach: Klątwa upadłych aniołów, Aleksander, Pan i władca: Na krańcu świata, Linia Piękna czy Mansfield Park.
W 2010 wcielił się w tytułową rolę w miniserialu Ben Hur, a w serialu Pamiętniki wampirów – w postać Klausa.
5 lipca 2014 ożenił się ze swoją partnerką, aktorką Persią White, również grającą w serialu Pamiętniki wampirów.

## Filmografia

### Filmy fabularne
- 2003 – Pan i władca: Na krańcu świata jako William Warley
- 2003 – Krwawy tyran – Henryk VIII jako Thomas Culpepper
- 2003 – Eroica jako Matthias
- 2004 – Aleksander jako Filotas
- 2006 – Kenneth Williams: Fantabulosa! jako Alfie
- 2007 – Doc Martin jako Mick Mabley
- 2007 – Mansfield Park jako William Pirce
- 2007 – Pan samotny jako James Dean
- 2010 – We Are the Industry jako Josh
- 2010 – With These Hands jako George
- 2011 – The Grind jako Paul
- 2011 – Immortals. Bogowie i herosi jako Lizander
- 2011 – Angels Crest jako Rusty
- 2011 – 500 Miles North jako James Hogg
- 2012 – Armistice (wcześniej: Warhouse) jako A.J. Budd
- 2013 – Nad grobem jako Nathan
- 2014 – Dermaphoria jako Eric Ashworth
- 2015 – 500 Miles North jako James Hogg

### Seriale telewizyjne
- 2004 – Hex: Klątwa upadłych aniołów jako Troy
- 2005 – William and Mary jako Callum
- 2006 – Linia Piękna jako Jasper
- 2007 – Milczący świadek jako Matthew Williams
- 2008-09 – Na sygnale jako Tony Reece
- 2010 – Ben Hur jako Judah Ben Hur
- 2011 – Pamiętniki wampirów jako Niklaus Mikaelson
- 2013 – The Originals jako Niklaus Mikaelson (ta sama postać co Pamiętniki wampirów)